# Правосудие с архангелами Михаилом и Гавриилом
«Правосудие с архангелами Михаилом и Гавриилом» (итал. Giustizia tra gli arcangeli Michele e Gabriele) — триптих итальянского живописца Якобелло дель Фьоре (1370—1439), представителя венецианской школы. Создан в 1421 году. С 1884 года хранится в коллекции Галереи Академии в Венеции.

## История
Якобелло дель Фьоре прибыл в Венецию на службу республике во втором десятилетии XV века. Этот триптих был важным официальным заказом. Предполагается, что он предназначался для зала Магистрата Дворца дожей, где проводились слушания общественных и судебных дел. Нарядная и яркая живопись этой работы соответствовала высоким вкусам заказчиков.

## Описание
В центральной части панели изображена женская фигура в золотой короне — аллегория Правосудия, держащая меч и весы, в окружении двух львов. Лев — символ евангелиста Марка, небесного покровителя Венецианской республики, помимо этого — символ божественной мудрости. Фигура Правосудия, за спиной которой надпись: «Я исполню просьбу ангелов и священные слова, буду мягкой и благочестивой, враждебной со злыми и гордой с гордыми», отождествляется с Венецией: для республики поддержание мира и справедливости было необходимым условием жизни.
Рядом с фигурой Правосудия изображены архангелы Михаил и Гавриил. Архангел Михаил изображен в своем двойном обличье — как ангел, который взвешивает души, и как победитель дракона. Он молит Пресвятую Деву наказывать и миловать по заслугам. В правой части изображен архангел Гавриил с лилией, цветком Благовещенья, он просит Марию быть проводником людей в тьме их деяний.
Блестящие доспехи архангела Михаила, украшения на одежде фигуры Правосудия и архангела Гавриила выполнены в технике позолоченного гипса на клею (гипсовый раствор, мраморная крошка и клей после нанесения покрывались золотом и раскрашивались). Искусство Якобелло дель Фьоре, которое тесно связано с манерой цветущей готики, воплотившееся в изысканных формах, декоративной живости и летающей линии, обрисовывает изысканные фигуры, одетые в ослепительно яркую одежду.